# روزانا مارتن
روزانا مارتن (بالإيطالية: Rosanna Martin)‏ هي منافسة ألعاب القوى إيطالية، ولدت في 27 يوليو 1973.

## وصلات خارجية
- روزانا مارتن على موقع الاتحاد الدولي لألعاب القوى (الإنجليزية)